# 34281 Albritton
34281 Albritton è un asteroide della fascia principale. Scoperto nel 2000, presenta un'orbita caratterizzata da un semiasse maggiore pari a 2,8003712 au e da un'eccentricità di 0,1482014, inclinata di 5,79548° rispetto all'eclittica.